# Обор (Хабаровский край)
Обо́р — посёлок в районе имени Лазо Хабаровского края.
Название происходит от реки Обор, протекающей в 4 км восточнее.
Административный центр Оборского сельского поселения.
Рядом на 52 километре трассы до конца 90-х находился военный городок.

## География
Посёлок расположен в уссурийской тайге.
Дорога к посёлку Обор идет на восток от трассы «Уссури» (в окрестностях села Владимировка) через пос. Сита.
Расстояние до трассы «Уссури» около 44 км, расстояние до районного центра пос. Переяславка около 60 км.

## Население
| 1992 | 2002 | 2010 | 2011 | 2012 | 2021 |
| ---- | ---- | ---- | ---- | ---- | ---- |
| 1300 | ↘813 | ↘666 | ↘665 | ↘624 | ↘560 |

## Достопримечательности
В посёлке есть памятник погибшим в Афганистане вертолётчикам.
(В 1979 году в  пос. Обор из г. Бердичева, Житомирской области, УССР, был перебазирован 331 отдельный вертолётный полк).

## Инфраструктура
- До 2009 года существовала ведомственная Оборская железная дорога, в посёлке находилось управление дороги и железнодорожная станция Обор-леспромхоз.
- Предприятия, занимающиеся заготовкой и переработкой леса.